# Río Tuichi
El río Tuichi es un río amazónico boliviano, un afluente del río Beni, que discurre por el departamento de La Paz.

## Geografía
El río Tuichi nace de la confluencia de muchos ríos en las estribaciones del los Andes en el departamento de La Paz, a una altitud de 1.070 m (14°42′5″S 68°45′25″O / -14.70139, -68.75694). Desde este punto el río tiene un recorrido en dirección noreste (hasta 14°5′40″S 68°18′35″O / -14.09444, -68.30972), y luego discurre en dirección sureste hasta su desembocadura en el río Beni (14°35′36″S 67°32′26″O / -14.59333, -67.54056)
El río tiene una longitud de 265 km. El río tiene una forma de V invertida, pasa muy cerca de la laguna Santa Rosa y del lago Chalalán.
El río Tuichi es la vía de acceso fluvial a la comunidad indígena de San José de Uchupiamonas. En sus orillas se han instalado emprendimientos de ecoturismo comunitario como Chalalan Albergue Ecológico, Berraco del Madidi, Madidi Jungle y Corazón del Madidi.
El río Tuichi fue escenario de la historia de sobrevivencia de Yossi Ghinsberg y Kevin Gale, quienes se extraviaron durante una expedición fallida. Su historia se relata en el libro "Back from Tuichi", que contribuyó al desarrollo del región de Rurrenabaque; basada en esta historia se ha rodado la película La Jungla (Jungle) 2017, dirigida por Greg McLean.